# Carlos Alberto Dias
Carlos Alberto Dias (nacido el 5 de mayo de 1967) es un exfutbolista brasileño que se desempeñaba como centrocampista.
En 1992, Carlos Alberto Dias jugó para la selección de fútbol de Brasil.

## Trayectoria

### Clubes
| Club              | País   | Año         |
| ----------------- | ------ | ----------- |
| Matsubara         | Brasil | 1985        |
| Fujita Industries | Japón  | 1986 - 1988 |
| Coritiba          | Brasil | 1988 - 1989 |
| Botafogo          | Brasil | 1990 - 1992 |
| Vasco da Gama     | Brasil | 1993        |
| Grêmio            | Brasil | 1993        |
| Paraná            | Brasil | 1994        |
| Shimizu S-Pulse   | Japón  | 1995        |
| Paraná            | Brasil | 1996        |
| Verdy Kawasaki    | Japón  | 1997        |
| Coritiba          | Brasil | 1998        |
| Paraná            | Brasil | 1999        |

### Selección nacional
| Selección | País   | Año  |
| --------- | ------ | ---- |
| Absoluta  | Brasil | 1992 |

## Estadística de equipo nacional
| Selección de fútbol de Brasil | Selección de fútbol de Brasil | Selección de fútbol de Brasil |
| Año                           | Part.                         | Goles                         |
| ----------------------------- | ----------------------------- | ----------------------------- |
| 1992                          | 1                             | 0                             |
| Total                         | 1                             | 0                             |